# 1664 w polityce

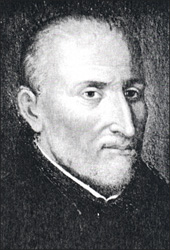
Goswin Nickel

Wydarzenia polityczne w 1664 roku.

## Zmarli
- Goswin Nickel, niemiecki jezuita[1].